# 24 timmar i New York
24 timmar i New York (originaltitel: Mutt) är en amerikansk dramafilm från 2023. Filmen är regisserad av Vuk Lungulov-Klotz, som även svarat för filmens manus.
Filmen hade världspremiär på 2023 års Sundance Film Festival och hade biopremiär i Sverige den 26 januari 2024, utgiven av Njutafilms.

## Handling
Filmerna utspelar sig i New York och kretsar kring Feña som haft en riktigt usel dag i hemstaden. Hur ska Feña lyckas ta sig genom de tjugofyra timmarna?

## Rollista (i urval)
- Lío Mehiel – Feña
- Cole Doman – John
- MiMi Ryder – Zoe
- Alejandro Goic – Pablo